# Tadeusz Klimonda
Tadeusz Klimonda (ur. 1946) – polski muzyk, kompozytor, aranżer, multiinstrumentalista, dyrygent.

## Kariera muzyczna
Absolwent Akademii Muzycznej im. Karola Szymanowskiego w Katowicach. W pierwszej połowie lat 70. związał się z Polskim Radiem w Warszawie z którym współpracował przez ponad dekadę. W tym okresie zapraszał na sesje nagraniowe realizowane pod szyldem własnego zespołu bądź orkiestry – m.in.: Jacka Mikułę, Tomasza Szukalskiego, Zbigniewa Jaremkę, Józefa Skrzeka, Apostolisa Anthimosa, Novi Singers czy muzyków zespołu Arp Life (byli to m.in. Winicjusz Chróst, Bogdan Kulik, Józef Sikorski, Paweł Perliński). Udział Szukalskiego, Jaremki, czy Novi Singers nie należał do wyjątków, ponieważ muzyk pracował również z ówczesną czołówką polskiego jazzu. Ponadto na przestrzeni lat współpracował, między innymi z takimi wykonawcami jak: Kalina Jędrusik, Marianna Wróblewska, Stan Borys, Andrzej Zaucha, Grażyna Łobaszewska i Maciej Zembaty w projekcie „STGS2”.
W latach 70. ilustracyjną twórczością kompozytora zainteresowała się, działająca przy ZAiKS-ie Agencja Autorska - z ramienia której Bianka Skórzewska z pomocą targów Midem sprzedawała jego kompozycje na Zachód – głównie brytyjskiemu wydawnictwu „Standard Music Library”. W latach 80. muzyk realizował swoje kolejne pomysły w Polskim Radiu z pomocą studyjnego projektu o nazwie „Zmęczeni” w składzie: Winicjusz Chróst (gitara), Marek Stefankiewicz (instrumenty klawiszowe), Arkadiusz Żak (gitara basowa) i Adam Lewandowski (perkusja). Z tymi samymi instrumentalistami pod szyldem „Grupa Doktora Q.” i ponownie z gościnnym udziałem J. Skrzeka, a także Wojciecha Karolaka nagrał znakomity album A. Zauchy pt. Wszystkie stworzenia duże i małe. Komponował także muzykę do filmów – m.in. do telewizyjnej produkcji pt. Orinoko.
We wrześniu 2020 roku, nakładem GAD Records ukazała się dwupłytowa antologia pt. Tajemnice przestrzeni. Antologia 1974-79, zbierająca jego nagrania radiowe z lat 70. W kompozycjach zawartych na tych dwóch krążkach, mieszają się wpływy różnych stylistyk – od muzyki funk i disco, poprzez soul i muzykę filmową, po jazz i swing a także pierwotne źródło inspiracji kompozytora, którym jest muzyka ludowa i której elementy wykorzystywał w swoich utworach.
Współpracuje z firmami Never Mind1 i Never Mind2.

## Wybrane kompozycje[5][6]
- Bajka o królu Midasie (muz. T. Klimonda) – wyk. Zespół Instrumentalny pod. dyr. T. Klimondy
- Dumka o potoku (muz. T. Klimonda) – wyk. Zespół Instrumentalny pod. dyr. T. Klimondy
- Faux Pas Show (muz. T. Klimonda) – wyk. Zespół Instrumentalny pod. dyr. T. Klimondy
- Gadka przygodna (muz. T. Klimonda) – wyk. Zespół Instrumentalny pod. dyr. T. Klimondy
- Gdzie wyjechałeś (sł. Andrzej Agama) – wyk. Marianna Wróblewska
- Granity Tatr (Comanche) (muz. T. Klimonda) – wyk. Zespół Instrumentalny pod. dyr. T. Klimondy
- Grążel (muz. T. Klimonda) – wyk. Zespół Instrumentalny pod. dyr. T. Klimondy
- Izba przyjęć doktora Q. (sł. Wojciech Jagielski) – wyk. Andrzej Zaucha i Grupa Doktora Q.
- Już nie pora (sł. Ryszard Dreger) – wyk. Marianna Wróblewska
- Kabała (sł. Władysław Broniewski) – wyk. Marianna Wróblewska
- Karakorum (W dolinie Karakorum) (muz. T. Klimonda) – wyk. Zespół Instrumentalny pod. dyr. T. Klimondy
- Kolejna gra (sł. Janina Żmijewska) – wyk. Marianna Wróblewska
- Król się bawi (muz. T. Klimonda) – wyk. Zespół Instrumentalny pod. dyr. T. Klimondy
- Księżycowy wiatr (muz. T. Klimonda) – wyk. Zespół Instrumentalny pod. dyr. T. Klimondy
- M (muz. T. Klimonda) – wyk. Zespół Instrumentalny pod. dyr. T. Klimondy
- Miauczy, kwiczy (sł. Wojciech Jagielski) – wyk. Andrzej Zaucha i Grupa Doktora Q.
- Niewielka porcja tiritongi (muz. T. Klimonda) – wyk. Zespół Instrumentalny pod. dyr. T. Klimondy
- Piąta katarakta (muz. T. Klimonda) – wyk. Zespół Instrumentalny pod. dyr. T. Klimondy
- Piękność nocy (muz. T. Klimonda) – wyk. Zespół Instrumentalny pod. dyr. T. Klimondy
- Poświęć chwilę wspomnieniom (muz. T. Klimonda) – wyk. Zespół Instrumentalny pod. dyr. T. Klimondy
- Powrót do legendy (Cochise) (muz. T. Klimonda) – wyk. Zespół Instrumentalny pod. dyr. T. Klimondy
- Przewrotna Babeta (muz. T. Klimonda) – wyk. Zespół Instrumentalny pod. dyr. T. Klimondy
- Późnym wieczorem (muz. T. Klimonda) – wyk. Zespół Instrumentalny pod. dyr. T. Klimondy
- Pożegnanie z Anną (muz. T. Klimonda) – wyk. Zespół Instrumentalny pod. dyr. T. Klimondy
- Późnym wieczorem (Późnym wieczorem w studio / Sound Waves) (muz. T. Klimonda) – wyk. Zespół Instrumentalny pod. dyr. T. Klimondy
- Senna modulacja (Crème de menthe) (muz. T. Klimonda) – wyk. Zespół Instrumentalny pod. dyr. T. Klimondy
- Sentymentalna epistoła (muz. T. Klimonda) – wyk. Zespół Instrumentalny pod. dyr. T. Klimondy
- Słoneczny wóz (Love Melody) (muz. T. Klimonda) – wyk. Zespół Instrumentalny pod. dyr. T. Klimondy
- Spocznij kapturku - zaraz cię zjem (sł. Wojciech Jagielski) – wyk. Andrzej Zaucha i Grupa Doktora Q.
- Supernowa (muz. T. Klimonda) – wyk. Zespół Instrumentalny pod. dyr. T. Klimondy
- Świat przyrody ma swe prawa (sł. Wojciech Jagielski) – Andrzej Zaucha i Grupa Doktora Q.
- Świt (Przywitanie świtu) (muz. T. Klimonda) – wyk. Zespół Instrumentalny pod. dyr. T. Klimondy
- Tajemnice przestrzeni (muz. T. Klimonda) – wyk. Zespół Instrumentalny pod. dyr. T. Klimondy
- Tak się czuję (sł. Wojciech Jagielski) – wyk. Andrzej Zaucha i Grupa Doktora Q.
- Taniec Draculi (muz. T. Klimonda) – wyk. Zespół Instrumentalny pod. dyr. T. Klimondy
- Tańczący Bączek (muz. T. Klimonda) – wyk. Zespół Instrumentalny pod. dyr. T. Klimondy
- Tobie prawdy nie powiem (muz. T. Klimonda) – wyk. Zespół Instrumentalny pod. dyr. T. Klimondy
- U mnie nic nowego (sł. Andrzej Agama) – wyk. Marianna Wróblewska
- Urodzajny rok (muz. Katarzyna Gärtner) – wyk. Zespół Instrumentalny pod. dyr. T. Klimondy
- W kręgu ognia (muz. T. Klimonda) – wyk. HZA „Słoneczni” i Zespół instrumentalny PRiTV w Katowicach
- Who is who czyli kto jest kto (sł. Wojciech Jagielski) – wyk. Andrzej Zaucha i Grupa Doktora Q.
- Wieczór samotnych pań (sł. Andrzej Mogielnicki) – wyk. Marianna Wróblewska
- Wiosenny dzień nad zatoką (muz. T. Klimonda) – wyk. Zespół Instrumentalny pod. dyr. T. Klimondy
- W kubryku u Janka (Disco Party) (muz. T. Klimonda) – wyk. Zespół Instrumentalny pod. dyr. T. Klimondy
- Wszystkie stworzenia duże i małe (sł. Wojciech Jagielski) – wyk. Andrzej Zaucha, Ewa Bem i Grupa Doktora Q.
- Wszystko o czym chcę śnić (sł. Andrzej Agama) – wyk. Marianna Wróblewska
- Wyznania Mirabelle (sł. Marcin Wolski) – wyk. Marianna Wróblewska
- Z naturą trzeba się zżyć (sł. Wojciech Jagielski) – wyk. Andrzej Zaucha i Grupa Doktora Q.
- Za to mi płacą (sł. Wojciech Jagielski) – wyk. Andrzej Zaucha i Grupa Doktora Q.
- Zabawy w czasie babiego lata (muz. T. Klimonda) – wyk. Zespół Instrumentalny pod. dyr. T. Klimondy
- Znów trochę zimno (sł. Ewa Skórczyńska) – wyk. Marianna Wróblewska
- Żywej mowy dźwięk (sł. Wojciech Jagielski) – wyk. Andrzej Zaucha i Grupa Doktora Q.
- Wyspa pełna ptaków (Abandon) (muz. T. Klimonda) – wyk. Zespół Instrumentalny pod. dyr. T. Klimondy
- W kręgu ognia (Dangerous Inheritance) (muz. T. Klimonda) – wyk. Zespół Instrumentalny pod. dyr. T. Klimondy

## Dyskografia

### Albumy autorskie
- 2020: Tajemnice przestrzeni. Antologia 1974-79 (2xCD, GAD Records – GAD CD 131)[5]
- 2021: Crème de menthe (LP, GAD Records – GAD LP 038)[5]

### Kompilacje
- 1978: Dramatic (LP, Standard Music Library – ESL 142)[7]
- 1978: Pop Pulsations II (LP, Standard Music Library – ESL 143)[7]
- 2006: Diggin' In The Crate: Special Sampling Vol. 2 (CD, Hi & Fly Records – H&F 0013)[7]

### Inne nagrania
- 1983: Andrzej Zaucha – Wszystkie stworzenia duże i małe (Polskie Nagrania „Muza” – SX 2119)
- 1989: Marianna Wróblewska – Wieczór samotnych pań (LP, Polskie Nagrania „Muza” – SX 2804)[8]
- 1992: Marianna Wróblewska – Wieczór samotnych pań (MC, Polskie Nagrania „Muza” – CK 893)[9]
- 1998: Zembaty – STGS (CD, Canto – Canto 02-053)[7]
- 1998: Zembaty – STGS (MC, Canto – Canto 04-053)[7]
- 2000: Maciej Zembaty – Siła Niewolników (CD, SelleS Enterprises – SELL 0165)[7]
- 2009: Maciej Zembaty, Tadeusz Klimonda – Wolność Znaczy Freedom (CD, Fonografika – FCD 684)[7]